# Rifugio città di Mantova
Il rifugio città di Mantova è un rifugio situato nel comune di Gressoney-La-Trinité (AO), in Valle del Lys, nelle Alpi Pennine, a 3.498 m s.l.m.

## Storia

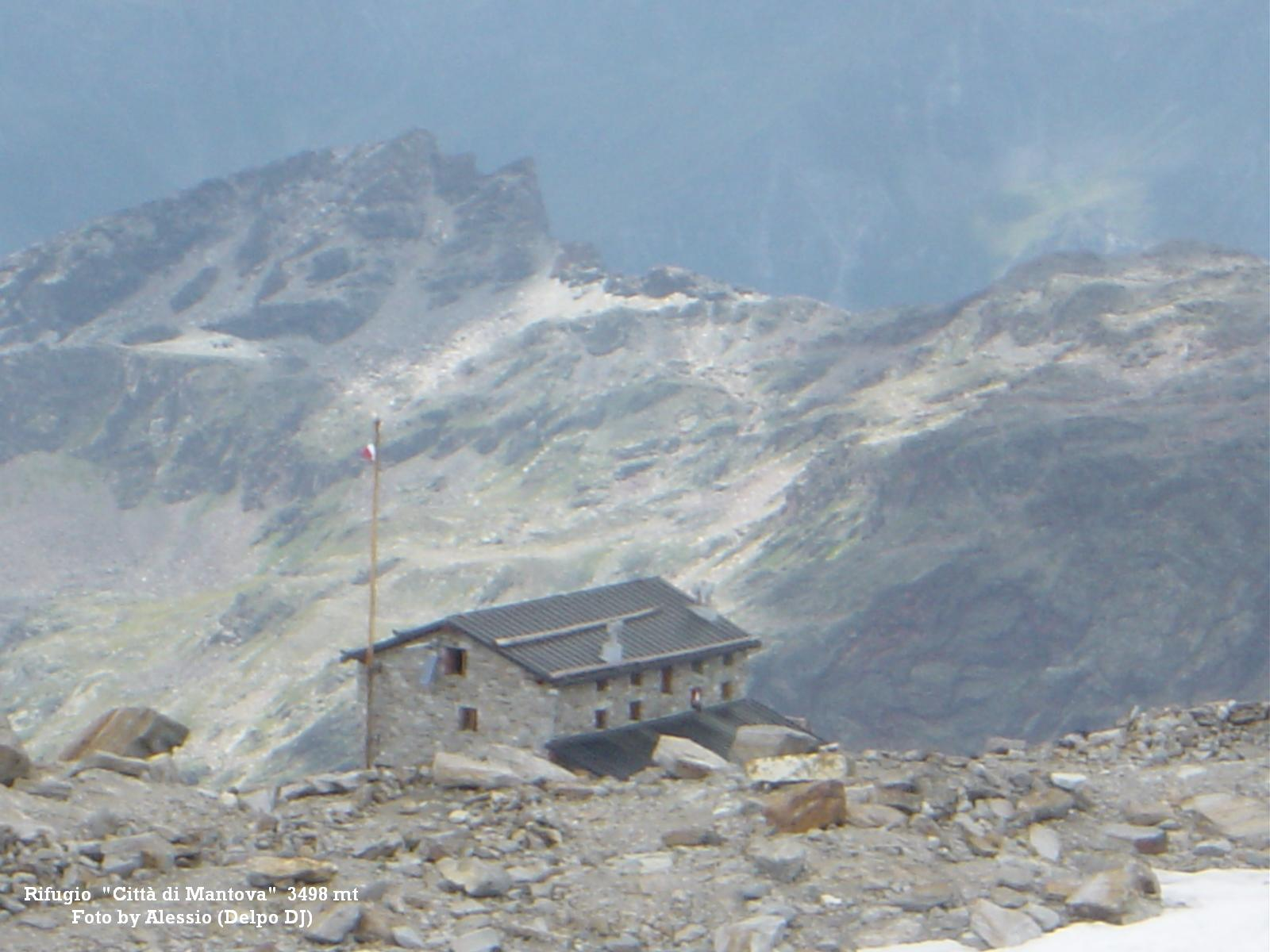
Il rifugio prima dell'ampliamento del 2009.

Inaugurato nel 1984 dal CAI, sezione di Mantova. Il rifugio è stato ampliato nel 2009.

## Caratteristiche e informazioni
Si trova circa 150 m sotto la capanna Giovanni Gnifetti.
Il rifugio è aperto nei mesi estivi e in aprile e maggio per la pratica dello sci alpinismo.

## Accessi
Il rifugio è raggiungibile in circa un'ora da  punta Indren (3.257 m), dove arrivano gli impianti di risalita da Alagna Valsesia, oppure, in circa 2-2,30 ore su sentiero di difficoltà EEA, dal Gabiet, a cui si perviene con funivia da Stafal, frazione di Gressoney-La-Trinité.

## Ascensioni
- Balmenhorn (m. 4167), dove sorge il bivacco Felice Giordano
- Corno Nero o  Schwarzhorn (m. 4322)
- Ludwigshöhe (m. 4342)
- Lyskamm Orientale (m. 4527)
- Piramide Vincent (m. 4215)
- Punta Dufour (m. 4634)
- Punta Giordani (m. 4046)
- Punta Gnifetti o Signalkuppe (m. 4559), dove sorge la capanna Regina Margherita
- Punta Parrot (m. 4436)
- Punta Zumstein (m. 4563)

## Traversate
- Monte Rosa Hütte (m. 2795) per il Colle del Lys (m. 4248)
- Rifugio Quintino Sella al Felik (m. 3585) per il Naso del Lyskamm (m. 4272)